# Okręg wyborczy Forrest
Okręg wyborczy Forrest (ang. Division of Forest) – jednomandatowy okręg wyborczy do Izby Reprezentantów Australii, położony w południowo-zachodniej części stanu Australia Zachodnia, na południe od Perth. Pierwsze wybory odbyły się w nim w 1922 roku, jego patronem jest podróżnik i polityk, pierwszy premier Australii Zachodniej John Forrest. 

## Lista posłów
| okres urzędowania | poseł          | przynależność              |
| ----------------- | -------------- | -------------------------- |
| 1922-1943         | John Prowse    | Partia Wiejska             |
| 1943-1949         | Nelson Lemmon  | Australijska Partia Pracy  |
| 1949-1969         | Gordon Freeth  | Liberalna Partia Australii |
| 1969-1972         | Frank Kirwan   | Australijska Partia Pracy  |
| 1972-1987         | Peter Drummond | Liberalna Partia Australii |
| 1987-2007         | Geoff Prosser  | Liberalna Partia Australii |
| od 2007           | Nola Marino    | Liberalna Partia Australii |

źródło: 